# Klosterkirken Saint-Savin-sur-Gartempe
Klosterkirken i Saint-Savin-sur-Gartempe er en kirke i romansk stil bygget mellem 1050 og 1300-tallet, i departementet Vienne i regionen Nouvelle-Aquitaine, Frankrig. Kirken er kendt for sine mange vægmalerier fra 1100-tallet, som er bevaret usædvanlig god stand. UNESCO omtaler kirken som «den romanske stilens svar på Det Sixtinske Kapel», og udpegede den som verdensarv i 1983.
Kirkens tværskib blev bygget først, og derefter koret og koromgangene og de fem kapeller i apsisen. I næste byggetrin blev tre længder af midtskibet og klokketårnet tilføjet.  Klokketårnets spir er 80 meter højt; det blev tilføjet i1300-tallet. 
Under kirken findes en krypt med gravene til de to legendariske martyrhelgner, brødrene St Savin og St Cyprian og med fresker som viser scener fra deres liv.